# Saint-Étienne-du-Valdonnez
Saint-Étienne-du-Valdonnez är en kommun i departementet Lozère i regionen Occitanien i södra Frankrike. Kommunen ligger i kantonen Mende-Sud som tillhör arrondissementet Mende. År 2022 hade Saint-Étienne-du-Valdonnez 641 invånare.

## Befolkningsutveckling
Antalet invånare i kommunen Saint-Étienne-du-Valdonnez
| Referens: INSEE |